# Long Distance Calling
Long Distance Calling es una banda de rock originaria de la ciudad de Münster, Alemania. Formada en el año 2006, se caracteriza por crear canciones largas e instrumentales que oscilan entre el post-rock y el metal progresivo.

## Historia
La banda se crea en 2006 en la ciudad de Münster. Sus temas melancólicos, normalmente de más de cinco minutos de duración, son mayormente instrumentales aunque en algunos cuentan con la colaboración de vocalistas invitados: Peter Dolving de The Haunted (Built Without Hands, del álbum Satellite Bay) y Jonas Renkse de Katatonia (The Nearing Grave, del álbum Avoid The Light). Long Distance Calling han publicado dos sencillos y dos álbumes de larga duración, que recibieron críticas muy positivas: Satellite Bay (2007) y Avoid the Light (2009). En 2008 la banda participó en el festival Rock am Ring y en el Roadburn. La banda estuvo de gira por Alemania en 2009. En 2010 Long Distance Calling y los finlandeses Swallow The Sun telonearon a Katatonia durante el tour New Night Over Europe.

## Miembros

### Miembros actuales
- David Jordan - guitarra
- Janosch Rathmer - batería
- Florian Füntmann - guitarra
- Jan Hoffmann - bajo
- Reimut van Bonn - sintetizadores

## Discografía
- dmnstrtn (2006, demo de edición limitada)
- Satellite Bay (2007)
- 090208 (2008, EP dividido con Leech)
- Avoid The Light (2009)
- Long Distance Calling (2011)
- The Flood Inside (2013)
- Nightwalk (2014)
- Trips (2016)
- Boundless (2018)
- How Do We Want To Live? (2020)